# James Mendonça
James Mendonça (* 2. Januar 1892 in Muchur, Britisch-Indien; † 14. April 1978) war ein indischer Geistlicher und römisch-katholischer Bischof von Tiruchirappalli.

## Leben
James Mendonça empfing am 8. Dezember 1927 das Sakrament der Priesterweihe.
Am 7. März 1938 ernannte ihn Papst Pius XI. zum Bischof von Tiruchirappalli. Der Bischof von Madurai, Jean Pierre Leonard SJ, spendete ihm am 25. Juli desselben Jahres die Bischofsweihe; Mitkonsekratoren waren der Bischof von Mangalore, Vittore Rosario Fernandes, und der Bischof von Tuticorin, Francesco Tiburzio Roche SJ.
Er nahm an allen vier Sitzungsperioden des Zweiten Vatikanischen Konzils als Konzilsvater teil.
Am 23. November 1970 nahm Papst Paul VI. das von James Mendonça aus Altersgründen vorgebrachte Rücktrittsgesuch an.